# Leptosiaphos hackarsi
Espèce
Synonymes
- Lygosoma meleagris hackarsi De Witte, 1941

Leptosiaphos hackarsi est une espèce de sauriens de la famille des Scincidae.

## Répartition
Cette espèce se rencontre dans l'est de la République démocratique du Congo et en Ouganda.

## Étymologie
Cette espèce est nommée en l'honneur d'Henri-Martin Hackars (1881–1940).

## Publication originale
- de Witte, 1941 : Batraciens et Reptiles. Exploration du Parc National Albert. Mission G. F. de Witte (1933-1935), Fascicule 33, p. 1-261.